# 407 (číslo)
Čtyři sta sedm je přirozené číslo. Následuje po číslu čtyři sta šest a předchází číslu čtyři sta osm. Římskými číslicemi se zapisuje CDVII a řeckými číslicemi υζ.

## Matematika
407 je:
- Deficientní číslo
- Složené číslo
- Nešťastné číslo

## Astronomie
- (407) Arachne je planetka hlavního pásu, kterou objevil v roce 1895 Max Wolf

## Roky
- 407
- 407 př. n. l.